# Honey Bunches of Oats

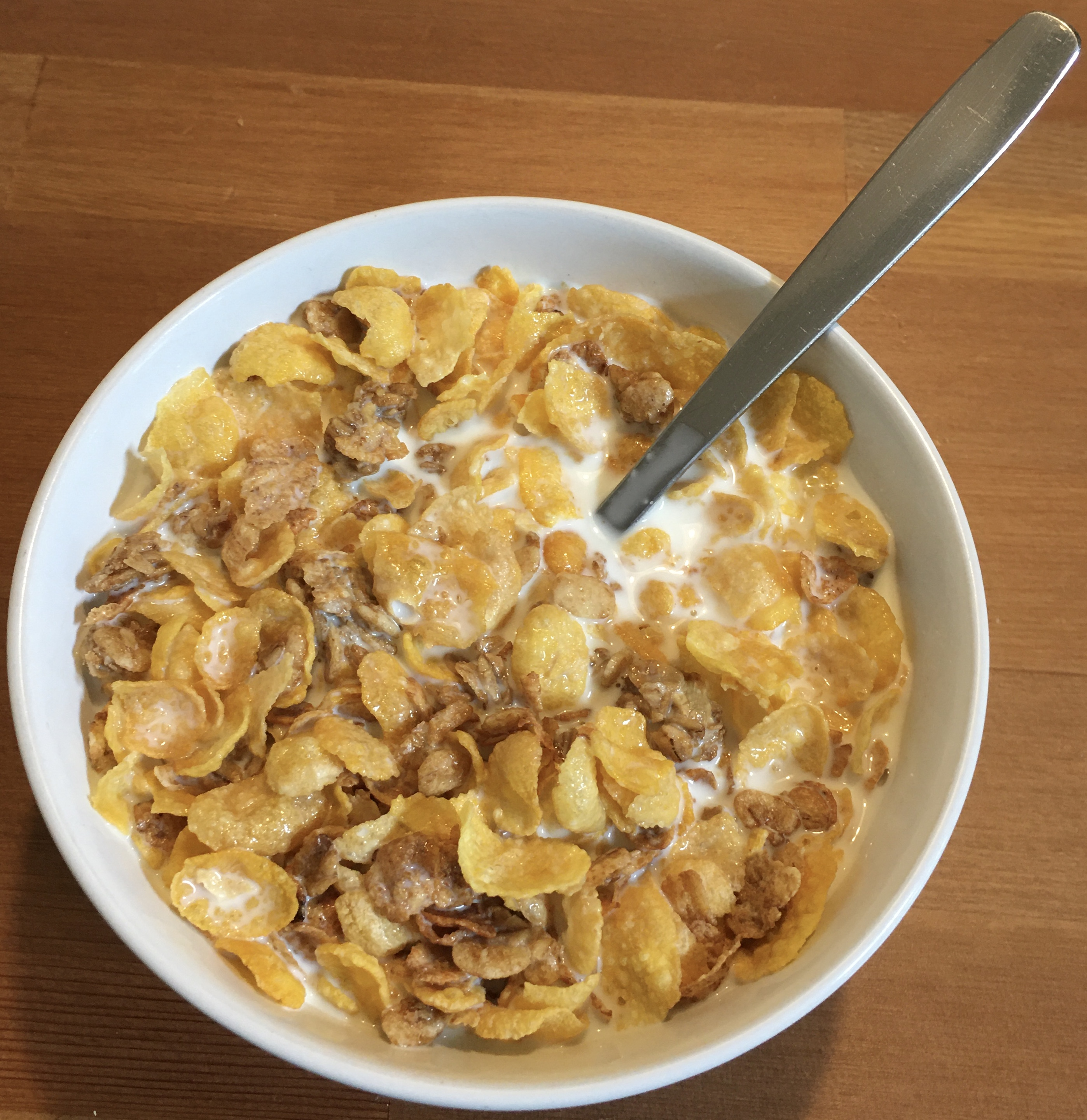
En skål med Honey Bunches of Oats-flingor och mjölk.

Honey Bunches of Oats är ett varumärke för en söt mix av flingor bestående av majsflingor, fullkornflingor och havregryn. Den amerikanska livsmedelsproducenten Post Consumer Brands tillverkar flingorna sedan 1989, när Honey Bunches of Oats lanserades. Utvecklandet av flingorna pågick i tre år och leddes av Vernon J. Herzing och som hade hjälp av sin dotter, som agerade provsmakare.
I USA var Honey Bunches of Oats det fjärde mest sålda varumärket för flingor för år 2018 med 111,3 miljoner sålda förpackningar för totalt 375,2 miljoner amerikanska dollar.
År 2019 och 2020 har dock varumärket och Post Consumer Brands förekommit i stämningar där konsumenter ansett att namnet på varumärket är missvisande när honung är inte den primära källan för sötma trots att honung står först i varumärkets namn.